# Cratere Ea
Ea è un cratere sulla superficie di Ganimede.